# Cattedrale vecchia di Lleida

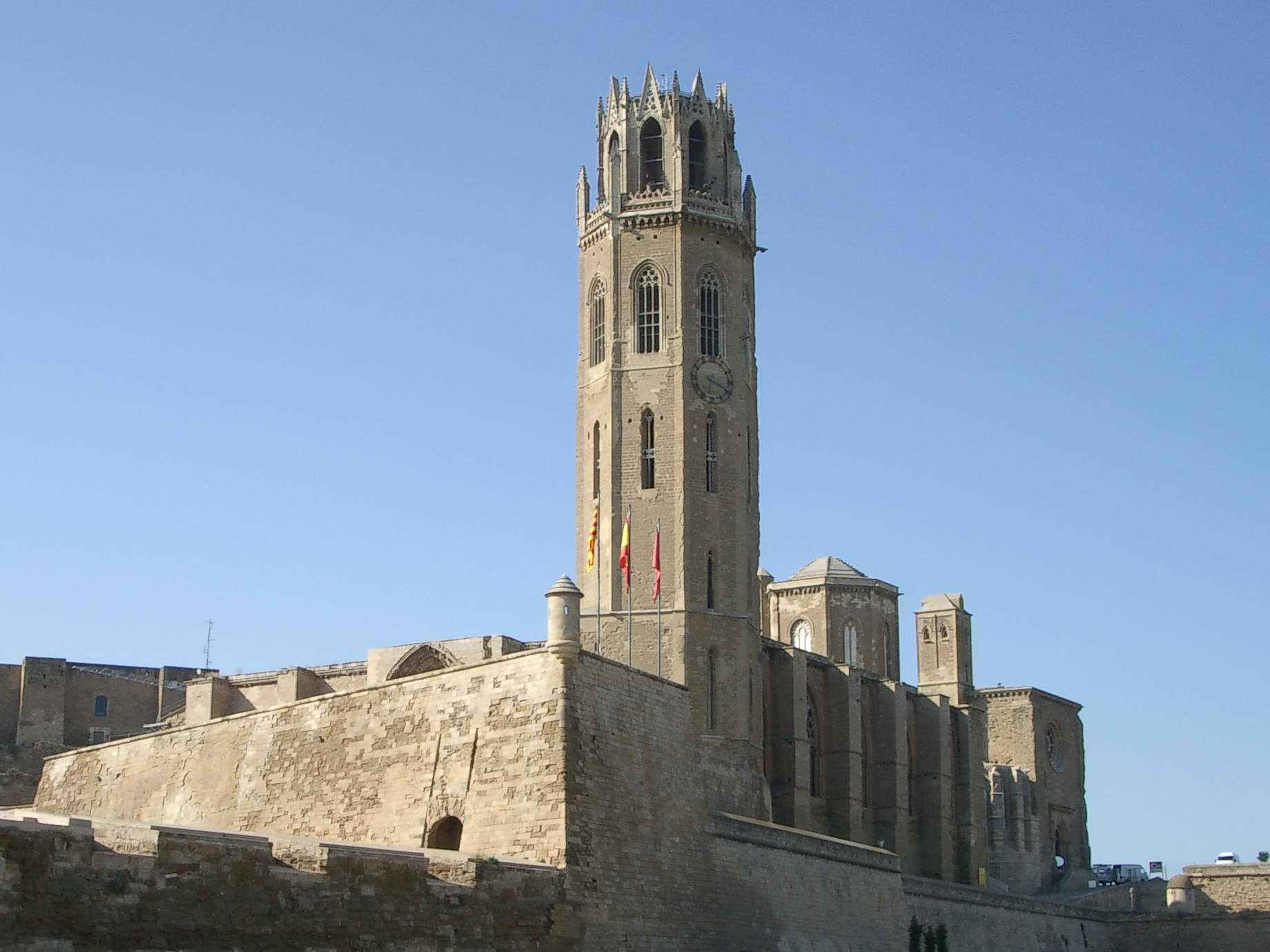
Vista della Cattedrale

L'ex cattedrale di Santa Maria (in spagnolo: Catedral de Santa Maria o Catedral de la Seu Vella de Lérida) si trova a Lleida, in Spagna, ed è l'antica cattedrale della diocesi di Lleida.

## Storia
Nell'anno 1193 fu commissionata la progettazione della nuova cattedrale al capomastro Pere de Coma, che ideò un edificio secondo i canoni del romanico. Il 22 luglio del 1203 venne posta la prima pietra, come registrato su una lapide che si trova nel pilastro a sinistra del presbiterio. Il nuovo edificio fu costruito sul sito della precedente cattedrale e fu consacrato il 31 ottobre del 1278 dal vescovo Guillem de Montcada. Il capomastro Pere de Pennafreita ha probabilmente costruito la cupola della crociera e coperto le navate con delle volte, aggiungendo elementi tipici dello stile gotico, mantenendo comunque all'interno dell'edificio un'unità equilibrata e armoniosa.
Alla fine del XIII secolo erano quasi completate le principali opere della cattedrale e furono realizzate le cappelle, il chiostro, la pala d'altare, opere funerarie, la Porta degli Apostoli e il campanile. La costruzione del chiostro si è svolta tra la seconda metà del XIII secolo e il XV secolo. Nei secoli successivi sono stati modificati e sostituiti alcuni archi o sculture.
Quando città di Lleida fu conquistata dalle truppe di Filippo V (1707), i Borbone convertirono la cattedrale vecchia di Lleida in caserma e l'attività liturgica fu spostata alla vicina chiesa di San Lorenzo. Sotto il regno di Ferdinando VI si tentò di ripristinare la cattedrale vecchia ma senza successo e il vescovo fu costretto a costruire una nuova sede. La nuova cattedrale barocca, la cattedrale nuova di Lleida, costruita tra il 1761 e il 1781 nella parte bassa del paese, acquisì quindi il ruolo di sede della diocesi di Lleida.
Il 12 giugno del 1918 l'edificio fu dichiarato monumento nazionale. Nel 1948 l'esercito ne cedette la proprietà e nel 1949 iniziò il restauro.